# Ivan Štafilić
Ivan Štafilić (ur. 1472, zm. 1528) (Stafileo, Staphileo) – biskup szybenicki w latach 1512-1528, legat papieski w Polsce. Przebywał w Krakowie ok. 1511-1512. Udzielił ślubu Zygmuntowi I Staremu i Barbarze Zápolya.